# Copa del Món de Futbol de 1982 - Grup C
El Grup C de la Copa del Món de Futbol 1982, disputada a Espanya, formava part de la segona fase de la competició. Estava compost per tres equips, que s'enfrontaren entre ells amb un total de 3 partits. El més ben classificat va passar a la ronda final.

## Integrants
El grup C està integrat per les seleccions següents:
| Itàlia | Brasil | Argentina |
| ------ | ------ | --------- |

## Classificació
| Pos | Equip     | PJ | PG | PE | PP | GF | GC | DG | Pts | Classificació          |
| --- | --------- | -- | -- | -- | -- | -- | -- | -- | --- | ---------------------- |
| 1   | Itàlia    | 2  | 2  | 0  | 0  | 5  | 3  | +2 | 4   | Avança a la fase final |
| 2   | Brasil    | 2  | 1  | 0  | 1  | 5  | 4  | +1 | 2   |                        |
| 3   | Argentina | 2  | 0  | 0  | 2  | 2  | 5  | −3 | 0   |                        |

## Partits

### Itàlia vs Argentina
| Itàlia                     | 2–1     | Argentina      |
| -------------------------- | ------- | -------------- |
| Tardelli 57' · Cabrini 67' | Informe | Passarella 83' |

| Itàlia | Argentina |

| POR            | 1  | Dino Zoff (c)        |     |     |
| DEF            | 7  | Gaetano Scirea       |     |     |
| DEF            | 6  | Claudio Gentile      | 83' |     |
| DEF            | 5  | Fulvio Collovati     |     |     |
| DEF            | 4  | Antonio Cabrini      |     |     |
| MIG            | 13 | Gabriele Oriali      |     | 75' |
| MIG            | 9  | Giancarlo Antognoni  |     |     |
| MIG            | 14 | Marco Tardelli       |     |     |
| DAV            | 16 | Bruno Conti          |     |     |
| DAV            | 20 | Paolo Rossi          | 15' | 80' |
| DAV            | 19 | Francesco Graziani   |     |     |
| Substituts:    |    |                      |     |     |
| DEF            | 3  | Giuseppe Bergomi     |     |     |
| MIG            | 11 | Gianpiero Marini     |     | 75' |
| POR            | 12 | Ivano Bordon         |     |     |
| MIG            | 15 | Franco Causio        |     |     |
| DAV            | 18 | Alessandro Altobelli |     | 80' |
| Seleccionador: |    |                      |     |     |
| Enzo Bearzot   |    |                      |     |     |

| POR                | 7  | Ubaldo Fillol         |     |     |
| DEF                | 15 | Daniel Passarella (c) |     |     |
| DEF                | 14 | Jorge Olguín          |     |     |
| DEF                | 8  | Luis Galván           |     |     |
| DEF                | 18 | Alberto Tarantini     |     |     |
| MIG                | 1  | Osvaldo Ardiles       | 39' |     |
| MIG                | 9  | Américo Gallego       | 84' |     |
| MIG                | 10 | Diego Maradona        | 35' |     |
| MIG                | 11 | Mario Kempes          | 32' | 58' |
| DAV                | 4  | Daniel Bertoni        |     |     |
| DAV                | 6  | Ramón Díaz            |     | 58' |
| Substituts:        |    |                       |     |     |
| POR                | 2  | Héctor Baley          |     |     |
| MIG                | 3  | Juan Barbas           |     |     |
| MIG                | 5  | Gabriel Calderón      |     | 58' |
| DAV                | 20 | Jorge Valdano         |     |     |
| MIG                | 21 | José Daniel Valencia  |     | 58' |
| Seleccionador:     |    |                       |     |     |
| César Luis Menotti |    |                       |     |     |

### Argentina vs Brasil
| Argentina | 1–3     | Brasil                               |
| --------- | ------- | ------------------------------------ |
| Díaz 89'  | Informe | Zico 11' · Serginho 66' · Júnior 75' |

| Argentina | Brasil |

| POR                | 7  | Ubaldo Fillol         |     |     |
| DEF                | 15 | Daniel Passarella (c) | 33' |     |
| DEF                | 14 | Jorge Olguín          |     |     |
| DEF                | 8  | Luis Galván           |     |     |
| DEF                | 18 | Alberto Tarantini     |     |     |
| MIG                | 1  | Osvaldo Ardiles       |     |     |
| MIG                | 3  | Juan Barbas           |     |     |
| MIG                | 11 | Mario Kempes          |     | 46' |
| MIG                | 5  | Gabriel Calderón      |     |     |
| MIG                | 10 | Diego Maradona        | 85' |     |
| DAV                | 4  | Daniel Bertoni        |     | 64' |
| Substituts:        |    |                       |     |     |
| POR                | 2  | Héctor Baley          |     |     |
| DAV                | 6  | Ramón Díaz            |     | 46' |
| DEF                | 13 | Julio Olarticoechea   |     |     |
| DAV                | 17 | Santiago Santamaría   |     | 64' |
| DEF                | 19 | Enzo Trossero         |     |     |
| Seleccionador:     |    |                       |     |     |
| César Luis Menotti |    |                       |     |     |

| POR            | 1  | Waldir Peres   | 77' |     |
| DEF            | 3  | Oscar          |     |     |
| DEF            | 2  | Leandro        |     | 82' |
| DEF            | 4  | Luizinho       |     |     |
| DEF            | 6  | Júnior         |     |     |
| MIG            | 5  | Toninho Cerezo |     |     |
| MIG            | 15 | Falcão         | 85' |     |
| MIG            | 8  | Sócrates (c)   |     |     |
| MIG            | 10 | Zico           |     | 83' |
| DAV            | 9  | Serginho       |     |     |
| DAV            | 11 | Éder           |     |     |
| Substituts:    |    |                |     |     |
| DAV            | 7  | Paulo Isidoro  |     |     |
| POR            | 12 | Paulo Sérgio   |     |     |
| DEF            | 13 | Edevaldo       |     | 82' |
| DEF            | 16 | Edinho         |     |     |
| MIG            | 18 | Batista        |     | 83' |
| Seleccionador: |    |                |     |     |
| Telê Santana   |    |                |     |     |

### Itàlia vs Brasil
| Itàlia             | 3–2     | Brasil                    |
| ------------------ | ------- | ------------------------- |
| Rossi 5', 25', 74' | Informe | Sócrates 12' · Falcão 68' |

| Itàlia | Brasil |

| POR            | 1  | Dino Zoff (c)        |     |     |
| DEF            | 6  | Claudio Gentile      | 13' |     |
| DEF            | 7  | Gaetano Scirea       |     |     |
| DEF            | 5  | Fulvio Collovati     |     | 34' |
| DEF            | 4  | Antonio Cabrini      |     |     |
| MIG            | 16 | Bruno Conti          |     |     |
| MIG            | 14 | Marco Tardelli       |     | 75' |
| MIG            | 9  | Giancarlo Antognoni  |     |     |
| MIG            | 13 | Gabriele Oriali      | 78' |     |
| DAV            | 19 | Francesco Graziani   |     |     |
| DAV            | 20 | Paolo Rossi          |     |     |
| Substituts:    |    |                      |     |     |
| DEF            | 3  | Giuseppe Bergomi     |     | 34' |
| MIG            | 11 | Gianpiero Marini     |     | 75' |
| POR            | 12 | Ivano Bordon         |     |     |
| MIG            | 15 | Franco Causio        |     |     |
| DAV            | 18 | Alessandro Altobelli |     |     |
| Seleccionador: |    |                      |     |     |
| Enzo Bearzot   |    |                      |     |     |

| POR            | 1  | Waldir Peres    |  |     |
| DEF            | 2  | Leandro         |  |     |
| DEF            | 3  | Oscar           |  |     |
| DEF            | 4  | Luizinho        |  |     |
| DEF            | 6  | Júnior          |  |     |
| MIG            | 5  | Toninho Cerezo  |  |     |
| MIG            | 15 | Falcão          |  |     |
| MIG            | 8  | Sócrates (c)    |  |     |
| MIG            | 10 | Zico            |  |     |
| DAV            | 9  | Serginho        |  | 69' |
| DAV            | 11 | Éder            |  |     |
| Substituts:    |    |                 |  |     |
| DAV            | 7  | Paulo Isidoro   |  | 69' |
| POR            | 12 | Paulo Sérgio    |  |     |
| DEF            | 13 | Edevaldo        |  |     |
| DEF            | 14 | Juninho Fonseca |  |     |
| MIG            | 19 | Renato          |  |     |
| Seleccionador: |    |                 |  |     |
| Telê Santana   |    |                 |  |     |